# Shemīn
Shemīn (persiska: Shīman, Shīman Bālā, Shīman ‘Olyā, شمین, شیمن) är en bondby i Iran.   Den ligger i provinsen Khuzestan, i den centrala delen av landet, 400 km söder om huvudstaden Teheran. Shemīn ligger 856 meter över havet och antalet invånare är 342.
Terrängen runt Shemīn är huvudsakligen bergig, men västerut är den kuperad. Runt Shemīn är det ganska tätbefolkat, med 56 invånare per kvadratkilometer. Närmaste större samhälle är Jangeh, 4,3 km nordväst om Shemīn. Trakten runt Shemīn består i huvudsak av gräsmarker.